# Salvatore Agnelli
Salvatore Agnelli (* 1817 in Palermo; † 1874 in Marseille) war ein italienischer Komponist.

## Leben und Werk
Agnelli war Schüler von Giovanni Furno, Niccolò Antonio Zingarelli und Gaetano Donizetti in Neapel.
Zunächst schrieb er für die Theater in Neapel und Palermo. 1846 ging er nach Marseille und brachte dort mehrere Opern und Ballette zur Aufführung.
Neben Opern und Balletten schrieb er ein Miserere, ein Stabat Mater und eine Kantate.

## Werke
- La Jacquerie (1849, Oper)
- Léonore de Médicis (1855, Oper)
- Les deux avares (1860, Oper)